# 羽叶枝子花
羽叶枝子花，为唇形科青兰属下的一种草本植物，高度在15-30厘米之間，具有深達中脉的羽状葉裂。存在變種短裂（Dracocephalum bipinnatum Rupr. var. brevilobum C. Y. Wu et W. T. Wang in Addenda 591. 1977.），即羽状葉裂只有原變種的一半長。分佈于新疆、西藏及克什米爾地區。